# Маркино (озеро)
Маркино — озеро в Узункольском районе Костанайской области Казахстана. Находится в 9 км к востоку от села Пресногорьковка и в 2,5 км к юго-западу от Камышловки.
По данным топографической съёмки 1959 года, площадь поверхности озера составляет 2,19 км². Наибольшая длина озера — 2 км, наибольшая ширина — 1,7 км. Длина береговой линии составляет 5,9 км, развитие береговой линии — 1,11. Озеро расположено на высоте 157,3 м над уровнем моря.